# 덴포력
천보력(일본어: 天保暦 덴포레키[*])은 과거 일본에서 사용된 태음태양력의 역법이다. 과거 중국에서 사용된 동명의 역법과 구별하기 위해 천보임인원력(일본어: 天保壬寅元暦 덴포진인겐레키[*])라고도 부른다.

## 같이 보기
- 간지
- 덴포